# Wild Thing (Tone-Lōc)
Wild Thing is een nummer van de Amerikaanse rapper Tone-Lōc. Het nummer is afkomstig van zijn debuut studioalbum Lōc-ed After Dark uit 1989. In oktober 1988 werd het nummer eerst in de VS en Canada uitgebracht als de eerste single van het album. In januari 1989 volgden Europa, Australië, Nieuw-Zeeland, Japan en de Filipijnen.

## Achtergrond
"Wild Thing" bevat een niet-gecrediteerde sample van het nummer "Jamie's Cryin'" van Van Halen, wat Tone-Lōc op een boete van 180.000 US dollar kwam te staan. De single werd een hit in de Verenigde Staten, Canada, het Verenigd Koninkrijk, Ierland,  Oceanië, het Duitse en het Nederlandse taalgebied. 
In thuisland de VS werd de 3e positie behaald in de de Billboard Hot 100. In Canada werd de 7e positie bereikt, Australië de 15e, Nieuw-Zeeland zelfs de nummer 1 positie, Duitsland de 18e, Zwitserland de 23e, de Eurochart Hot 100 de 26e, Ierland de 20e en in het Verenigd Koninkrijk de 21e positie in de UK Singkes Chart.
In Nederland was de single op vrijdag 17 februari 1989 Veronica Alarmschijf op De Volle Vrijdag op Radio 3 en werd mede hierdoor een gigantische hit in de destijds twee landelijke hitlijsten op de nationale publieke popzender. De single bereikte de 3e positie in de
Nederlandse Top 40 en de 4e in de Nationale Hitparade Top 100.
In België bereikte de single de 18e positie in de voorloper van de Vlaamse Ultratop 50 en de 16e in de 
Vlaamse Radio 2 Top 30. In Wallonië werd géén notering behaald.